# Seleção Peruana de Handebol Masculino
A Seleção Peruana de Handebol Masculino é a equipe que representa o Peru nas competições internacionais de handebol organizadas pela Confederação Sul e Centro Americana de Handebol (SCAHC), pela Federação Internacional de Handebol (IHF) e pelo Comitê Olímpico Internacional (COI), e é governada pela Federacion Deportiva Peruana de Handball. 

## Histórico de Competições

### Jogos Pan-Americanos
| Ano       | Fase                | Posição | JG | V | E | D | GF | GS  | DF  |
| --------- | ------------------- | ------- | -- | - | - | - | -- | --- | --- |
| Lima 2019 | Disputa do 7º lugar | 8º      | 5  | 0 | 0 | 5 | 91 | 150 | -59 |
| Total     | 1/10                | -       | 5  | 0 | 0 | 5 | 91 | 150 | -59 |

### Campeonato Pan-Americano
| Ano   | Fase                | Posição | JG | V | E | D | GF | GS  | DF  |
| ----- | ------------------- | ------- | -- | - | - | - | -- | --- | --- |
| 2018  | Disputa do 9º lugar | 10º     | 5  | 0 | 0 | 5 | 98 | 178 | -80 |
| Total | 1/18                | -       | 5  | 0 | 0 | 5 | 98 | 178 | -80 |

### Jogos Sul-Americanos
| Ano             | Fase                | Posição | JG | V | E | D | GF | GS  | DF  |
| --------------- | ------------------- | ------- | -- | - | - | - | -- | --- | --- |
| Cochabamba 2018 | Disputa do 5º lugar | 6º      | 4  | 1 | 0 | 3 | 40 | 107 | −67 |
| Total           | 1/6                 | -       | 4  | 1 | 0 | 3 | 40 | 107 | -67 |

### Jogos Bolivarianos
| Ano              | Fase       | Posição | JG | V | E | D  | GF  | GS  | DF   |
| ---------------- | ---------- | ------- | -- | - | - | -- | --- | --- | ---- |
| Trujillo 2013    | Fase única | 5º      | 4  | 0 | 0 | 4  | 70  | 150 | -5   |
| Santa Marta 2017 | Fase única | 4º      | 4  | 1 | 0 | 3  | 123 | 128 | -5   |
| Valledupar 2022  | Fase única | 5º      | 4  | 0 | 0 | 4  | 107 | 141 | -80  |
| Total            | 3/3        | -       | 12 | 1 | 0 | 11 | 300 | 419 | -119 |

### Campeonato das Nações Emergentes da América do Sul e Central da IHF
| Ano   | Fase              | Posição | JG | V | E | D | GF  | GS  | DF |
| ----- | ----------------- | ------- | -- | - | - | - | --- | --- | -- |
| 2018  | Disputa do bronze | 3º      | 6  | 4 | 0 | 2 | 156 | 152 | +4 |
| Total | 1/1               | -       | 6  | 4 | 0 | 2 | 156 | 152 | +4 |